# Mastodon (band)
 For alternative betydninger, se Mastodon. (Se også artikler, som begynder med Mastodon)
Mastodon er et heavy metal-band fra Atlanta. Det blev dannet i 1999, da trommeslager Brann Dailor og rytmeguitarist Bill Kelliher flyttede til Atlanta, hvor de mødte bassist og sanger Troy Sanders og lead-guitarist og sanger Brent Hinds.
Mastodon har opnået mainstreamsucces med blandet andet tre studiealbums Blood Mountain, Leviathan og Crack The Skye og alle deres fuld-længde studiealbums er blevet godt modtaget af anmeldere. Albummet Hushed and Grim fra 2021 er deres første dobbeltalbum.
I 2011 spillede de på Orange Scene på Roskilde Festival og fik gode anmeldelser.

## Diskografi
- Remission (2002)
- Leviathan (2004)
- Blood Mountain (2006)
- Crack The Skye (2009)
- The Hunter (2011)
- Once More 'Round the Sun (2014)
- Emperor of Sand (2017)
- Hushed and Grim (2021)